# 安东尼斯·福特西斯
安东尼斯·福特西斯（希臘語：Αντώνης Φώτσης，1981年4月1日—），希腊职业篮球运动员，曾效力于美国NBA联盟。他在2001年的NBA选秀中第2轮第19顺位被溫哥華灰熊选中。